# Der Unsichtbare (Fernsehserie, 1975)
Der Unsichtbare ist eine US-amerikanische Serie aus dem Jahre 1975, die entfernt auf dem Roman „Der Unsichtbare“ von H.G. Wells basiert. Wegen mangelnder Einschaltquoten wurde sie nach nur 13 Folgen eingestellt, obwohl die Spezialeffekte für die damalige Zeit sehr fortschrittlich waren. Der Pilotfilm wurde für die Vorabendausstrahlung in der ARD um 21 Minuten von 70 auf nur 49 Minuten gekürzt und somit zu einer normalen Serienfolge.

## Handlung
Doktor Daniel Westin ist ein begabter Wissenschaftler, der es geschafft hat, ein Mittel zu erfinden, das Objekte und Tiere unsichtbar machen kann. Er muss erkennen, dass die Regierung seine Erfindung für militärische Zwecke nutzen will. Deshalb beschließt er, die Formel geheim zu halten. Er prägt sich die Formel ein, zerstört sie inklusive seines Labors und flieht unsichtbar. Durch unglückliche Umstände kann er aber nicht wieder sichtbar werden. Doktor Maggio, ein Freund und plastischer Chirurg, hilft ihm, indem er ihn mit einer Maske und Handschuhen aus Dermaplex und einer Perücke ausstattet, um Westins Unsichtbarkeit zu verbergen.
Ansonsten weiß nur seine Frau Kate von Daniels Versuchen. Sie hilft ihm auf der Suche nach einem Heilmittel.
Nach dem Pilotfilm änderte sich das Konzept der Serie. Nun kam Laborleiter Walter Carlson hinter Daniels Geheimnis. In seinem Auftrag bearbeiten Daniel und Kate nun Fälle, bei denen Westins Unsichtbarkeit ihm einen sicheren Vorteil verschafft. Sie werden zu einer Art Geheimagenten.
Im Pilotfilm wird Westin als tragische Figur gezeigt (ähnlich Wells’ Roman), als Opfer der Unsichtbarkeit. Für die Serie wurde dies als zu schwerfällig angesehen, sodass diese mit mehr Humor angelegt war. Zudem wird Walter Carlson von Jackie Cooper dargestellt.

## Episoden
1. Experiment mit Folgen (The Invisible Man): Westin wird bei einem Selbstversuch unsichtbar, kann sich aber nicht wieder sichtbar machen.
2. Armer, reicher Mann (The Klae Resource): Daniel und Kate sollen einen Vertrag verhindern, der die Stabilität der nationalen Wirtschaft gefährden würde.
3. Ein seltener Vertreter seines Fachs (The Fine Art Of Diplomacy): Daniel und Kate sollen einen Verdächtigen beschatten, der sich in das Sicherheitssystem des Kapitols einschalten kann.
4. Hokuspokus im Senat (Man Of Influence): Senator Albert Hanover steht unter dem Einfluss eines Gurus.
5. Sie macht's nur mit den Augen (Eyes Only): Regierungsangestellte Paula Simon verkauft angeblich Informationen. Kate schleicht sich bei ihr ein.
6. Barnard will raus (Barnard Wants Out) (nicht in Deutschland ausgestrahlt): In Stockholm soll Daniel einem russischen Kollegen bei der Flucht in die USA helfen.
7. Blinde sehen mehr (Sight Unseen): Ein ehemaliger Mafioso soll vor Gericht aussagen. Daniel beschützt seine Tochter.
8. Im Kittchen ist 'ne Zelle frei (Go Directly To Jail): Daniel will einem jungen Mann aus dem Gefängnis helfen, aber der ermittelt dort undercover und gerät in Gefahr.
9. Rotes Licht wird teuer (Stop When Red Lights Flash): Wegen einer Geschwindigkeitsüberschreitung kommen Daniel und Kate vor Gericht. Dort herrschen seltsame Praktiken.
10. Klimpergeld (Pin Money): Eine Bankangestellte mit Pokerleidenschaft „leiht“ sich des Öfteren Geld. Daniel versucht es zurückzubringen.
11. Familienkrieg (The Klae Dynasty): Eine Millionenerbin soll entführt werden, will aber keinen Bodyguard. Deshalb bekommt sie einen unsichtbaren.
12. Power Play (Power Play) (nicht in Deutschland ausgestrahlt): Ein Patient einer Nervenheilanstalt hat Geiseln genommen und verlangt, dass Daniel sich offenbart.
13. Auf der Suche nach dem verlorenen Gesicht (An Attempt To Save Face): Dr. Maggio bittet Daniel um Hilfe, da er den Vorsitzenden des Warschauer Pakts operieren soll.

## DVD- / Blu-ray-Veröffentlichungen
Die Serie "Der Unsichtbare" ist im Jahr 2013 als DVD- bzw. Blu-ray-Edition erschienen. Als Besonderheit bieten beide Veröffentlichungen, die bisher noch nie im deutschen Fernsehen gezeigten Originalfolgen sechs und zwölf, in einer komplett neuen deutschen Synchronfassung an. Außerdem ist hier erstmals auch der Pilotfilm "Experiment mit Folgen", neben der deutlich kürzeren deutschsprachigen Schnittversion, auch in seiner ungekürzten Originalfassung zu sehen.